# Национална музикална академия
Националната музикална академия „Проф. Панчо Владигеров“ (съкратено НМА) е държавно висше училище в София.

## История
Академията е основана като Държавна музикална академия с Царски указ № 145, обнародван в „Държавен вестник“ от 21 юли 1921 г. Първият ректор на висшето училище е Димитър Хаджигеоргиев.
През 1934 година в програмата е включена самостоятелна дисциплина за теория на българската народна музика, по инициатива на Добри Христов и неговия асистент Стоян Джуджев, който става и първият преподавател, и въпреки съпротивата на много от преподавателите и студентите в академията.
По време на Втората световна война, след голямата бомбардировка на София на 10 януари 1944 година, консерваторията е евакуирана в Своге.
Академията е преименувана последователно на:
- Българска държавна консерватория през 1954 г.,
- Държавна музикална академия „Проф. Панчо Владигеров“ в чест на композитора Панчо Владигеров с Постановление № 52 на Министерския съвет от 2 март 1995 г.,
- Национална музикална академия „Проф. Панчо Владигеров“ с решение на Народното събрание от май 2006 г.

## Структура
Изучават се 30 специалности, разпределени в 3 факултета:
- Теоретико-композиторски и диригентски факултет
- Инструментален факултет
- Вокален факултет – включително балетно изкуство и поп- и джаз-изкуство. През 2004 г. за пръв път се открива магистърска програма в катедра „Поп и джаз музика“.

В творческата структура на НМА се включват още академичен симфоничен оркестър, академични студентски оркестри, академичен студентски хор, учебен оперен театър и оперна студия към Националната опера, библиотека с богат фонд от уникални музикални издания и фонотека.

## Сграден фонд
НМА разполага с 2 сгради, оборудвани технически за осигуряване на учебния и творчески процес – звукозаписен комплекс, размножаване /ксерокс/, компютърно оборудване. Предлага настаняване в студентски общежития и студентски стол (понастоящем закрит за неопределен период от време).